# Christelijke stroming
Een christelijke stroming of beweging is een theologische, politieke of filosofische interpretatie van het Christendom die niet exclusief is gebonden aan een bepaalde kerk, denominatie of sekte.

## Religieuze stromingen
- Adventisme
- Chiliasme
- Creationisme
- Evangelisch christendom
- Pinksterbeweging
- Restaurationisme

## Politieke stromingen
- Christenanarchisme
- Christelijk communisme
- Christendemocratie

## Filosofische stromingen
- Ascese
- Christelijk existentialisme
- Quiverfull